# Эксгумация (рассказ)
«Эксгумация» (англ. The Disinterment) — короткий рассказ американского писателя Говарда Филлипса Лавкрафта, написанный в соавторстве с Дуэйном Уэлденом Римелем в 1935 году. Впервые был издан в выпуске журнала «Weird Tales» за январь 1937 года. Позже Раймел отрекся от их сотрудничества.

## Сюжет
Рассказчик, чье имя не называется, возвращается из поездки на Филиппины и узнает, что заразился там проказой от своего брата, за которым он там ухаживал. Поскольку проказа, в случае обнаружения, обрекает человека на пожизненное изгнание в колонию для прокаженных в ужасных условиях, он решается скрыть свое заболевание и прячется в доме своего соседа и друга, доктора Эндрюса, обладающего странной репутацией. Проходит 15 месяцев, болезнь прогрессирует, и отчаявшийся Рассказчик готовится умереть. Изучавший оккультные науки Эндрюс предлагает ему испробовать оригинальный способ лечения. На Гаити он узнал об одном растении, чей экстракт позволяет человеку погрузиться в летаргический сон. Это экзотическое «лекарство» может помочь ему, поскольку его примут за умершего и похоронят, что избавит общество от лишних вопросов к нему. Сам же Эндрюс вскоре вскроет могилу и, реанимировав своего подопечного, тайно привезёт в свой дом, где тот получит должный уход и вскоре встанет на ноги…
Спустя некоторое время Рассказчик приходит в себя, ощутив, что действительно находится в одной из комнат дома Эндрюса, где за ним ухаживает его старый слуга Симмс, посвящённый в тайну его «воскрешения». Не чувствуя своего тела, он упорно учится двигать руками, однако его не покидает ощущение некого физического отчуждения. Сверх того, его беспокоят ужасные сновидения, поражающие своей реальностью, из-за чего ухудшается его психическое состояние. Спустя некоторое время, он замечает, что Эндрюс, которому он всецело доверился, стал холоден к нему, рассматривая его лишь как результат собственного научного эксперимента. Рассказчика терзают подозрения, что вместо обещанной помощи доктор совершил над ним некий нечестивый ритуал. Нетвёрдо встав на ноги, Рассказчик твёрдо решается на побег. Надевая ботинки, он замечает что они стали слишком малы для него. Прокравшись в комнату, где спит Эндрюс, он убивает его тяжёлым подсвечником, а после безжалостно расправляется и со стариком Симмсом. 
Не без труда добравшись до своего дома, Рассказчик находит его пустым и заброшенным. Предчувствуя нечто ужасное, он идёт на кладбище и раскапывает собственную могилу. К своему ужасу, он обнаруживает там своё тело, полусгнившее и безголовое. Рассказчик осознаёт, что стал жертвой обмана со стороны покойного Эндрюса, который, вопреки обещаниям, во время летаргического сна банально отделил его голову от заражённого проказой туловища, пришив её затем к чужому телу, вдобавок, уродливому и мерзкому. Он решает утопиться, чтобы никто никогда не увидел того, что совершил с ним маньяк-экспериментатор…

## Персонажи
Рассказчик — о нем практически ничего не известно, за исключением того, что он приехал с востока, где ухаживал за больным братом, и подцепил проказу.
Эндрюс (англ. Andrews) — друг рассказчика, известный хирург, весьма аккуратный и пунктуальный, не чурающийся нетрадиционной медицины. По ходу рассказа герой знакомится с его темной сущностью.
Симмс (англ. Simms) — старый слуга Эндрюса, помогавший ему в его темных делах.